# Kwegu (Volk)
Die Kwegu oder Bacha sind ein ernsthaft vom Aussterben bedrohtes Volk in der Region der südlichen Nationen, Nationalitäten und Völker im äußersten Südwesten Äthiopiens. Während frühere Quellen (1982) noch von 500 bis 1000 Kwegu ausgingen, liegt deren Zahl heute unterhalb von 200. Ihr Siedlungsgebiet beschränkt sich auf das Dorf Kuchur und einige weitere Dörfer am Westufer des Omo.

## Sprache
Die ursprüngliche Sprache der Kwegu ist das gleichnamige Kwegu, das historisch mit den Sprachen der benachbarten Mursi und Me'en verwandt ist und ebenso wie jene zu den Surmischen Sprachen, einem Teil der Nilo-saharanischen Sprachen, zählt. Kwegu weist einige Gemeinsamkeiten zu Mursi auf. Dennoch sind diese drei Sprachen nicht untereinander verständlich. Yidinich und Muguji sind Dialekte des Kwegu.
Die Gelegenheiten, an denen Kwegu gesprochen wird, nehmen immer mehr ab. Das Erlernen als Muttersprache ist stark vom sozialen Umfeld der Eltern abhängig. Dies hat dazu geführt, dass die Sprache kaum mehr von jungen Erwachsenen verwendet wird und die jüngsten Sprecher heute mittleren Alters oder älter sind. Kleinere Gruppen haben die Sprache teilweise völlig vergessen. Ihre traditionelle Sprache haben die Kwegu, je nach Region, durch Mursi oder Bodi ersetzt.

## Leben und Kultur
Generell ist über die Kwegu aufgrund ihres abgeschiedenen Lebensweise wenig bekannt. Sie gelten als gute Jäger und Fischer und sind geschickt im Bau von Kanus. Zudem sammeln sie Honig und bauen entlang der Ufer des Omo in der Trockenzeit Durra an. Im Gegensatz zu den benachbarten Mursi betreiben sie keine Viehzucht.
In ihren Traditionen, vor allem im Wirtschafts- und Sozialsystem, religiösen Werten und verfeinerten Haarstilen, ähneln die Kwegu den Hamar. Sie grenzen sich jedoch durch ihre eigene Sprache von diesen ab und sehen sich als eigenständiges Volk.
Bemerkenswert ist die besondere symbiotische Lebensweise, die sie mit den Mursi und Bodi betreiben und die in dem Film "The Kwegu" dargestellt ist. Ein Kwegumann sucht sich demnach einen Schutzherrn unter den Bodi beziehungsweise Mursi und bietet ihm Fährdienste über den von Krokodilen wimmelnden Fluss sowie unter Umständen auch Jagderzeugnisse wie Leder, Fleisch oder Elfenbein an. Die Gegenleistung des Patrons besteht im Schutz vor anderen Mursi oder Bodi und in der Bereitstellung von Vieh als Mitgift für die Heirat des Kwegumannes. Da das Vieh ihrer Nachbarn für eine Heirat unablässig ist, wird die Beziehung der Kwegu zu Mursi oder Bodi häufig als Abhängigkeit bezeichnet. Jean Lyndall sieht die Kwegu jedoch eher als clevere Geschäftsleute, die sich ihre Dienstleistungen teuer bezahlen lassen.

## Filme
- Leslie Woodhead (Regie), David Turton (Anthropologe): The Kwegu. The Royal Anthropological Institute (London 1982). zweiter Teil der Trilogie "In Search of Cool Ground: The Mursi Trilogy".